# Сава Давидовац
Сава Давидовац (Тител, 6. мај 1826—Земун, 24. јануар 1903) био је српски војник и капетан у Војводини, у време владавине Аустрије овим просторима. Био је веома образован човек, широких погледа, са обимном војном каријером и многим заслугама. 

## Биографија
Рођен је у Тителу, мајка му се звала Ружа, а отац Михајло који је као капетан 1815. био на Рајни и у Лиону. Војничку школу учио је у Тителу, а касније је премештен у Срем где га је задесила ратна 1848. година. Године 1852. оженио се Емилијом Миленковић, из чувене властелинске породице из Жабара код Лугоша, са којом је имао много деце која су сва, осим ћерке Софије, у раној младости умрла. 
Био је универзално образован човек, јако интелигентан и начитан. Био је одличан познавалац књижевности, познавао је старогрчку књижевност, читао је Плутарха, затим римску читајући све од Ливија Андроника до Амијана Марцелина. Затим читао је Дантеа, Макијавелија, потом французе Буријена, Меневала и друге, све до немачких филозофа Канта, Шопенхауера, Хегела. Имао је обимну библиотеку са пуно различитих књига, у којој су се налазили и новији српски писци. Та библиотека поклоњена је, по његовој последњој вољи, Матици српској. Уз то имао је и велику војничку библиотеку, која је после његове смрти послата на поклон његовој регименти Херцег од Парме, која се тада налазила у Галицији.
Био је крупан и висок човек, скоро увек је носио војничку униформу и његов ловачки пас га је увек пратио. У доколици бавио се столарским послом и имао је све столарске справе. Познавао је многе савременике, волео је Вука Караџића, био је пријатељ са песником Прерадовићем, а био је у преписци са владиком Штросмајером и историчарем Иларионом Руварцем. Био је јако цењен и од патријарха Германа Анђелића, као и од Ђорђа Бранковића.

## Војна каријера
Сава Давидовац био је царски пуковник и за време италијанског рата 1859. године, а 1866. био је потпуковник у бици код Канигреца. Када се заповедник његове команде разболео Сава је преузео команду. У бици код Онтањана у Италији као војник 1848. показао је изузетну умешност и добио је сребрну медаљу за храброст. Добровољно се пријавио војводи Стевану Шупљикцу, који га је послао у Срем где је учествовао у биткама код Варадина и Карловца. Дана 24. априла 1849. године постао је капетан са само двадесет и три године.
Када се буна утишала премештен је у Лику где је био капетан, потом је био у Брлогу, Немцима, Винковцима, Сурчину и Срему и другим местима. Године 1864. постао је мајор у Петрињи и исте године изабран је за српски народни сабор у Карловцима, као заступник војничког реда. На овом сабору, на коме је председавао Јосиф Филиповић, предложио је да се велико имање Сириг одузме бачком владици и из доходака истог да помоћ епископима и сваком да једнака плата од 12000 форинти. Тај је предлог на сабору прихваћен. Једном приликом дошао је у сукоб са Филиповићем када је он издао наредбу како ће војнички сталежи гласати око верских питања, што Сава никако није могао да прихвати и рекао је да ће гласати само онако како мисли да је добро и корисно српској цркви. Уз њега непокорност су исказали још тројица чланова, о чему је јако брзо обавештен и званични Беч. Када се сабор разишао и посланици вратили у своје гарнизоне затекло их је непријатно изненађење. Сва четворица била су премештена, Сава Давидовац из Петриње у Олмиц, потпуковник Чудић у Терезијенштат, капетан Кнежевић у Тријент, а Иса Давидовац, Савин брат, у Манту у Италији. Ово је била казна за то што су гласали са опозицијом и народњацима.
После ових догађаја и ратне 1866. Давидовац је остао у Кенигрецу до 1869. након чега је премештен у Осијек, где је провео наредне четири године. Одатле је дошао у Велики Бечкерек где је 1875. године постао пуковник регементе Роберт Херцег од Парме бр. 24.  У Босну је пребачен 1878 године и учествовао је у њеној окупацији, када је у бици код Брчке његова регемента изгубила близу сто војника. Након окупације био је у Бијељини, па у Загребу и на крају у Бечу. Ту се пензионисао 1883. године и преселио у Нови Сад, одакле се наредне године преселио у Земун, где је остао пуних осамнаест година, све до краја живота 1903. године.